# Alphonse Tchami
Alphonse Marie Tchami Djomaha (Batouri, 1971. szeptember 14. –) kameruni labdarúgócsatár.
A kameruni válogatott színeiben részt vett az 1994-es és az 1998-as labdarúgó-világbajnokságon.

## Magánélete
Testvérei, Hervé és Joël szintén labdarúgók.